# Minor López
Minor Ignacio López Campollo (ur. 1 lutego 1987 w Quetzaltenango) – gwatemalski piłkarz występujący na pozycji napastnika, reprezentant Gwatemali.

## Kariera klubowa
López pochodzi z miasta Quetzaltenango i jest wychowankiem tamtejszego zespołu Club Xelajú MC. Do jego seniorskiej drużyny został włączony jako dwudziestolatek i szybko wywalczył sobie miejsce w pierwszym składzie. Jedynym większym sukcesem, jaki osiągnął z Xelajú, było wicemistrzostwo Gwatemali w wiosennym sezonie Clausura 2010. W 2011 roku został zawodnikiem chilijskiego drugoligowca Deportes Naval, w którym spędził rok jako czołowy zawodnik ekipy. Został jednym z najlepszych strzelców Naval i sezon zakończył z bilansem dwunastu trafień w trzydziestu spotkaniach. Nie zdołał jednak pomóc klubowi w awansie do najwyższej klasy rozgrywkowej.
Dobra forma Lópeza prezentowana w Naval zaowocowała transferem do grającego klasę wyżej Deportes La Serena. W chilijskiej Primera División zadebiutował 28 stycznia 2012 w przegranym 0:2 meczu z Rangers, natomiast premierowego gola zdobył 7 kwietnia tego samego roku w przegranej 1:3 konfrontacji z Deportes Iquique.
W 2013 roku López grał w Deportivo Marquense, a w latach 2013-2014 był piłkarzem CSD Comunicaciones. W 2014 przeszedł do Atlético CP.

## Kariera reprezentacyjna
Po kilku latach gry w kadrach juniorskich, López zadebiutował w seniorskiej reprezentacji Gwatemali 19 listopada 2008 w przegranym 0:2 meczu z USA, wchodzącym w skład eliminacji do Mistrzostw Świata 2010, na które jego drużyna nie zdołała się jednak zakwalifikować. Premierowego gola w kadrze narodowej strzelił 25 stycznia 2009 w przegranej 1:3 konfrontacji z Kostaryką w ramach Pucharu Narodów UNCAF. Wziął także udział w eliminacjach do Mistrzostw Świata 2014, wpisując się na listę strzelców po razie w dwóch spotkaniach z Belize, wygranych kolejno 2:1 i 3:1.